# Bremer Bürgermeister
Die Bremer Bürgermeister sind oberste Behördenleiter, die im deutschen Land Freie Hansestadt Bremen und in der Stadt Bremen das Amt des Bürgermeisters innehatten oder innehaben.

## Heutige Situation
Die Landesregierung des Landes Bremen besteht aus dem Senat der Freien Hansestadt Bremen (Amtsbezeichnung: Senator). Die Senatsmitglieder werden von der Bremischen Bürgerschaft gewählt, dabei wird zunächst der Präsident des Senats gewählt (Art. 107 Abs. 2 der Landesverfassung der Freien Hansestadt Bremen [LV]).
Der Präsident des Senats und ein weiterer vom Senat zu wählender Senator sind (auf Grund hanseatischer Tradition) Bürgermeister.
Der Senat besteht aus den Senatoren (davon zwei Bürgermeister) und aktuell (seit 1995) aus einem Staatsrat als Bevollmächtigter der Freien Hansestadt Bremen beim Bund. Der Präsident des Senats steht dem Senat der Freien Hansestadt Bremen vor, leitet die Geschäfte des Senats und seine Sitzungen und vertritt ihn nach außen. Der Präsident des Senats entspricht damit den Ministerpräsidenten anderer deutscher Länder und wird regelmäßig zum Mitglied des Bundesrats bestellt. Er gehört überdies dem Deutschen Städtetag an.
Die Stadt Bremen und die Stadt Bremerhaven bilden jede für sich eine Gemeinde des bremischen Staates (Art. 143 Abs. 1 LV). Die Stadt Bremen wird gem. Art. 148 Abs. 1 LV vom Senat des Landes Bremen in Realunion mitregiert.
In der Stadt Bremerhaven wird der Magistrat (Stadtrat), bestehend aus dem Oberbürgermeister, dem Bürgermeister (Stellvertreter) und den Magistratsmitgliedern, auf der Grundlage einer eigenen Gemeindeverfassung von der Stadtverordnetenversammlung gewählt.
Bürgermeister und Präsident des Senats ist seit 2019 der SPD-Politiker Andreas Bovenschulte, der eine Rot-rot-grüne Koalition führt. Stellvertreter von Andreas Bovenschulte ist der Bürgermeister und Senator für Finanzen Björn Fecker von Bündnis 90/Die Grünen.

### Bürgermeister als Vertreter des Präsidenten
In der Landesverfassung wurde festgelegt: Der Präsident des Senats wird zunächst durch den anderen Bürgermeister und erforderlichenfalls durch ein anderes, von ihm dazu bestimmtes Mitglied des Senats vertreten (Art. 115 Abs. 1 LV). Die Bezeichnung Zweiter Bürgermeister findet in Bremen keine Anwendung. Die Bürgermeister sind zugleich Senatoren.

## Geschichte
In einer Liste der Bremer Bürgermeister sind eine Vielzahl der Bürgermeister der Stadt Bremen von 1344 bis heute aufgeführt.

### Von 1344 bis 1849
An der Spitze des regierenden Ratsdrittels im Bremer Rath der Kayserlichen Freyen Reichs- und Hansestadt stand seit 1344 der Bürgermeister.
Es regierten von 1398 bis 1426 und wieder von 1433 bis 1852/53 gleichzeitig vier Bürgermeister (zwischendurch gab es zwei Bürgermeister) sowie 20 Ratsherren, je fünf aus jedem der vier Stadtviertel (Kirchspiele). Beim Ausscheiden eines Bürgermeisters wurde immer ein neuer Bürgermeister nachgewählt. Es wurde deshalb bis 1852/53 in vier Linien unterschieden. Die vier Linien ergaben sich daraus, dass die vier Kirchspiele – Liebfrauen, Ansgarii, Martini und Stephani – jeweils einen Bürgermeister stellten. Die Regierungszeiten der Bürgermeister überschnitten sich. Die Bürgermeister der Hansestadt wurden vom Rat (seit 1822 Senat) ernannt.
In der Bremer Franzosenzeit von 1811 bis 1813 wurde vom französischen Präfekten des Departement der Wesermündungen ein Maire (Bürgermeister) und der Munizipalrat (Gemeinderat) ernannt.
Nach 1813 bestand der Rat wieder aus vier Bürgermeistern und 24 Ratsherren, die zumeist Senatoren genannt wurden. Seit 1822 wurde aus dem „Hochedlen Hochweisen Rath“ der Senat der Freien Hansestadt Bremen. Die meisten Bürgermeister hatten ihr Amt bis zu ihrem Tod.

### 1849 bis 1918
1849 wurde die im alten Bremer Stadtrecht vorgesehene Ratsverfassung abgelöst. 1852, nach der  Revolution, wurde durch ein neues Senatswahlgesetz bestimmt, dass die Bürgerschaft und der Senat je fünf Wahlmänner bestimmten. Diese 10 Wahlmänner wählten aus fünf Kandidatenvorschlägen der Bürgerschaft drei Kandidaten, aus denen dann der Senat den jeweils neuen Senator wählte. Der Senat bestimmte die beiden Bürgermeister aus ihren Reihen. Beim Ausscheiden eines Bürgermeisters wurde immer ein neuer Bürgermeister nachgewählt. Die meisten Bürgermeister waren im 19. Jahrhundert Juristen.
Zwischen 1882 und 1918 wurden aus dem Senat zwei Bürgermeister für jeweils vier Jahre gewählt. Einen von ihnen bestimmte der Senat für ein Kalenderjahr zum Präsidenten des Senats. In diesen 36 Jahren gab es elf (oder zwölf) Präsidenten, die zumeist mehrere Amtszeiten innehatten; Alfred Dominicus Pauli hatte alleine sieben Amtszeiten.

### 1918 bis 1933
Nach der Bremer Räterepublik im Januar 1919 fanden wieder Bürgerschaftswahlen statt. Seitdem ist der Präsident des Senats als Staatsoberhaupt der Freien Hansestadt Bremen zugleich Bürgermeister und Stadtoberhaupt der Stadtgemeinde Bremen. Aus traditionellen, hanseatischen Gründen gab und gibt es in Bremen, im Gegensatz zu den meisten deutschen Großstädten, weiterhin nur den Titel Bürgermeister und nicht Oberbürgermeister. Der Stellvertreter des Präsidenten des Senats und Bürgermeisters trägt auch den Titel eines Bürgermeisters und Senators.

### 1933 bis 1945
Zur Zeit des Nationalsozialismus in Bremen wurden die vier Amtsinhaber als Regierende Bürgermeister nicht durch Wahlen besetzt. Am 18. März 1933 wurde der Senat vom Reichsinnenminister über den Reichskommissar für Bremen ernannt. Die Ernennungen der weiteren Regierenden Bürgermeister erfolgte durch den Reichsstatthalter für Oldenburg/Bremen.

### Nach 1945
Nach dem Zweiten Weltkrieg gibt es Präsidenten des Senats (zugleich Bürgermeister) und Bürgermeister als Vertreter des Präsidenten. Seit 2000 wird der Präsident des Senats in einem gesonderten Wahlgang von der Bremischen Bürgerschaft gewählt, hingegen der weitere Bürgermeister vom Senat (Art. 107 Abs. 2 und Art. 114 BremLV).

#### Präsidenten des Senats und zugleich Bürgermeister
- Johannes Schroers, 26. April bis 30. April 1945, von den Alliierten eingesetzt
- Erich Vagts (DNVP), von Mai bis Juli 1945, von den Alliierten eingesetzt
- Wilhelm Kaisen, SPD, 1945–1965
- Willy Dehnkamp, SPD, 1965–1967
- Hans Koschnick, SPD, 1967–1985
- Klaus Wedemeier, SPD, 1985–1995
- Henning Scherf, SPD, 1995–2005
- Jens Böhrnsen, SPD, 2005–2015
- Carsten Sieling, SPD, 2015–2019
- Andreas Bovenschulte, SPD, seit 2019

#### Vertreter des Präsidenten
Seit 1945 gab es folgende Bürgermeister als Vertreter des Präsidenten des Senats:
- 1945–1955: Theodor Spitta (BDV/FDP) im Senat Vagts, Senat Kaisen I, Senat Kaisen II, Senat Kaisen III, Senat Kaisen IV
- 1955–1959: Jules Eberhard Noltenius (CDU) im Senat Kaisen V
- 1959–1963: Adolf Ehlers (SPD) im Senat Kaisen VI
- 1963–1965: Willy Dehnkamp (SPD) im Senat Kaisen VII
- 1965–1967: Hans Koschnick (SPD) im Senat Dehnkamp
- 1967–1975: Annemarie Mevissen (SPD) im Senat Koschnick I, Senat Koschnick II
- 1975–1979: Walter Franke (SPD) im Senat Koschnick II, Senat Koschnick III
- 1979–1985; Moritz Thape (SPD) im Senat Koschnick IV, Senat Koschnick V
- 1985–1991: Henning Scherf (SPD) im Senat Wedemeier I, Senat Wedemeier II
- 1991–1993: Claus Jäger (FDP) im Senat Wedemeier III
- 1993–1995: Ralf Fücks (Bündnis 90/Die Grünen) im Senat Wedemeier III
- 1995–1997: Ulrich Nölle (CDU) im Senat Scherf I
- 1997–2004: Hartmut Perschau (CDU) im Senat Scherf I, Senat Scherf II, Senat Scherf III
- 2004–2005: Peter Gloystein (CDU) im Senat Scherf III
- 2005–2007: Thomas Röwekamp (CDU) im Senat Scherf III, Senat Böhrnsen I
- 2007–2019: Karoline Linnert (Grüne) im Senat Böhrnsen II, Senat Böhrnsen III, Senat Sieling
- 2019–2023: Maike Schaefer (Grüne) im Senat Bovenschulte I
- seit 2023: Björn Fecker (Grüne) im Senat Bovenschulte II